# Dylan van Baarle
Dylan van Baarle (ur. 21 maja 1992 w Voorburgu) – holenderski kolarz szosowy.

## Osiągnięcia
Opracowano na podstawie:

2009
- 1. miejsce na 3. etapie Driedaagse van Axel
- 2. miejsce w Trofeo Karlsberg
  - 1. miejsce na 3. etapie
- 2. miejsce w mistrzostwach Holandii juniorów (jazda indywidualna na czas)

2010
- 3. miejsce w Driedaagse van Axel
  - 1. miejsce na 2. etapie
- 1. miejsce na 2. etapie Vuelta al Besaya
- 3. miejsce w Liège-La Gleize
  - 1. miejsce na etapach 1. i 2a (jazda drużynowa na czas)

2011
- 1. miejsce na 3. etapie Vuelta Ciclista a León (jazda drużynowa na czas)

2012
- 1. miejsce na etapie 2a Le Triptyque des Monts et Châteaux
- 1. miejsce w Arno Wallaard Memorial
- 1. miejsce w Olympia’s Tour
  - 1. miejsce w klasyfikacji punktowej
  - 1. miejsce w klasyfikacji młodzieżowej
  - 1. miejsce w prologu
- 1. miejsce na 1. etapie Thüringen-Rundfahrt U23 (jazda drużynowa na czas)

2013
- 1. miejsce w Ster van Zwolle
- 1. miejsce w Dorpenomloop Rucphen
- 3. miejsce w Tour de Normandie
- 1. miejsce w klasyfikacji górskiej Tour de Bretagne
  - 1. miejsce na 6. etapie
- 1. miejsce w Olympia’s Tour
  - 1. miejsce w klasyfikacji młodzieżowej
  - 1. miejsce na 4. etapie
- 1. miejsce w mistrzostwach Holandii U23 (jazda indywidualna na czas)
- 3. miejsce w Internationale Wielertrofee Jong Maar Moedig

2014
- 1. miejsce w Tour of Britain

2015
- 3. miejsce w Dwars door Vlaanderen
- 1. miejsce w klasyfikacji młodzieżowej Bayern Rundfahrt

2018
- 1. miejsce na 3. etapie Critérium du Dauphiné (jazda drużynowa na czas)
- 1. miejsce w mistrzostwach Holandii (jazda indywidualna na czas)

2019
- 1. miejsce w Herald Sun Tour
- 1. miejsce na 8. etapie Critérium du Dauphiné
- 3. miejsce w mistrzostwach Holandii (jazda indywidualna na czas)

2021
- 1. miejsce w Dwars door Vlaanderen
- 2. miejsce w mistrzostwach świata (start wspólny)

2022
- 2. miejsce w Ronde van Vlaanderen
- 1. miejsce w Paryż-Roubaix

2023
- 1. miejsce w Omloop Het Nieuwsblad

## Rankingi
| Rok             | 2011  | 2012 | 2013 | 2014 | 2015 | 2016 | 2017  | 2018 | 2019 | 2020 | 2021 | 2022 | 2023 | 2024  |
| --------------- | ----- | ---- | ---- | ---- | ---- | ---- | ----- | ---- | ---- | ---- | ---- | ---- | ---- | ----- |
| UCI World Tour  |       |      |      | -    | 178. | 94.  | 82.   | 104. |      |      |      |      |      |       |
| World Ranking   |       |      |      |      |      | 173. | 130.  | 204. | 164. | 76.  | 38.  | 43.  | 178. | 1723. |
| UCI Europe Tour | 1140. | 64.  | 12.  |      |      | 291. | 1127. | 700. | 136. | 62.  | 34.  | 36.  | -    | -     |
| UCI Asia Tour   | -     | -    | -    |      |      | 392. | -     | -    |      |      |      |      |      |       |
|                 |       |      |      |      |      |      |       |      |      |      |      |      |      |       |
| Źródło: UCI     |       |      |      |      |      |      |       |      |      |      |      |      |      |       |